# دولنشتاین
دولنشتاین (به آلمانی: Dollnstein) یک شهر در آلمان است که در آیشتت واقع شده‌است.

## خصوصیات
دولنشتاین ۴۰٫۵۵ کیلومترمربع مساحت دارد ۳۹۵ متر بالاتر از سطح دریا واقع شده‌است.